# Ammara Pinto
Ammara Pinto (* 14. September 1997 in Blantyre) ist eine malawische Schwimmerin.

## Karriere
Pinto nahm an den Olympischen Sommerspielen 2016 in Rio de Janeiro teil, sowie an den Commonwealth Games und mehrfach an den Schwimmweltmeisterschaften (2017, 2019, 2023). Im Wettbewerb über 50 m Freistil kam sie bei den Olympischen Spielen 2016  auf Rang 71. Pinto trat auch noch 2010 bei den Commonwealth Games 2010 in Neu-Delhi an. Ihre ältere Schwester Zahra Pinto schwamm 2012 bei den Olympischen Spielen.